# منبه بن الحجاج
مُنَبِّه بن الحَجَّاج السهمي، وأمه أروى بنت عميلة القرشية، نديم جاهلي ومن أشراف قريش وزنادقتها، كان من المعاصرين للنبي، قتل لاحقًا في معركة بدر مع أخيه نبيه بن الحجاج.

## نسبه
- هو منبه بن الحجاج بن عامر بن حذيفة بن سعيد بن سهم بن عمرو بن هصيص بن كعب بن لؤي بن غالب بن فهر بن مالك بن النضر بن كنانة بن خزيمة بن مدركة بن إلياس بن مضر بن نزار بن معد بن عدنان.

## أخباره
- كان منبه بن الحجاج من المؤذين للنبي والمسلمين والمستهزئين بهم، وكان إذا رأى النبي قال: أما وجد الله من يبعثه غيرك؟ إن هاهنا من هو أسن منك وأيسر.

- كان في الجاهلية نديمًا لطعيمة بن عدي بن نوفل بن عبد مناف.

- اشترك مع قريش في معركة بدر سنة 2 هـ، فقتلة علي بن أبي طالب، وقيل: قتله أبو اليسر الأنصاري وقيل قتله أبو أسيد الساعدي وأخذ سيفه المسمى بذي الفقَار، وأما نبيه فقتله علي بن أبي طالب وقتل كذالك العاص بن منبه السهمي.[2]